# ノア・シンダーガード
ノア・セス・シンダーガード（Noah Seth Syndergaard, 1992年8月29日 - ）は、アメリカ合衆国テキサス州マンスフィールド出身のプロ野球選手（投手）。右投左打。MLBのシカゴ・ホワイトソックス傘下所属。愛称はソー（Thor）（後述）。

## 経歴

### プロ入り前
アメリカ合衆国テキサス州タラント郡マンスフィールドで生まれ育った。14歳にして身長180cm・体重80kgの巨体で運動神経も悪くなく、高校1年生の時点で129km/hの速球を投げることができた。しかし、鈍臭く、よく額にたんこぶを作っていた為、家族からBumpy（たんこぶ）と呼ばれ、自分に自信のない青年だった。 スポーツチームにおいても、アメリカンフットボールではより身体の大きな少年達に吹き飛ばされることに怯え、野球ではチームメイトからからかわれていた。
1年生が終わると転校し、2年生の夏休みから自分を変えるためにトレーニングジムに通い始めた。家系もあってか一気に肉体改造に成功し、3年生の初めには190cm・86kgの肉体を誇っており、速球も130km/h台前半に達していた。ただ州選抜に選ばれることはなく、プロのスカウトが来ることもほとんどなかった。それでも春リーグでは球速が150km/hになるまで成長し、トロント・ブルージェイズのスティーブ・ミラーを筆頭とするスカウト陣の目に留まった

### プロ入りとブルージェイズ傘下時代
2010年のMLBドラフト1巡目追補（全体38位）でトロント・ブルージェイズから指名され、プロ入り。この年は傘下のルーキー級ガルフ・コーストリーグ・ブルージェイズで5試合に登板。
2011年はアパラチアンリーグのルーキー級ブルーフィールド・ブルージェイズで7試合に登板し、4勝0敗、防御率1.41を記録。A-級バンクーバー・カナディアンズに昇格、4試合に登板し、1勝2敗、防御率2.00だった。その後、A級ランシング・ラグナッツで2試合に登板し、0勝0敗、防御率2.00を記録。
2012年、『MLB.com』の有望株ランキングでは95位にランクされた。このシーズンもA級ランシングでプレーし、27試合に登板。8勝5敗、防御率2.60を記録した。

### メッツ時代

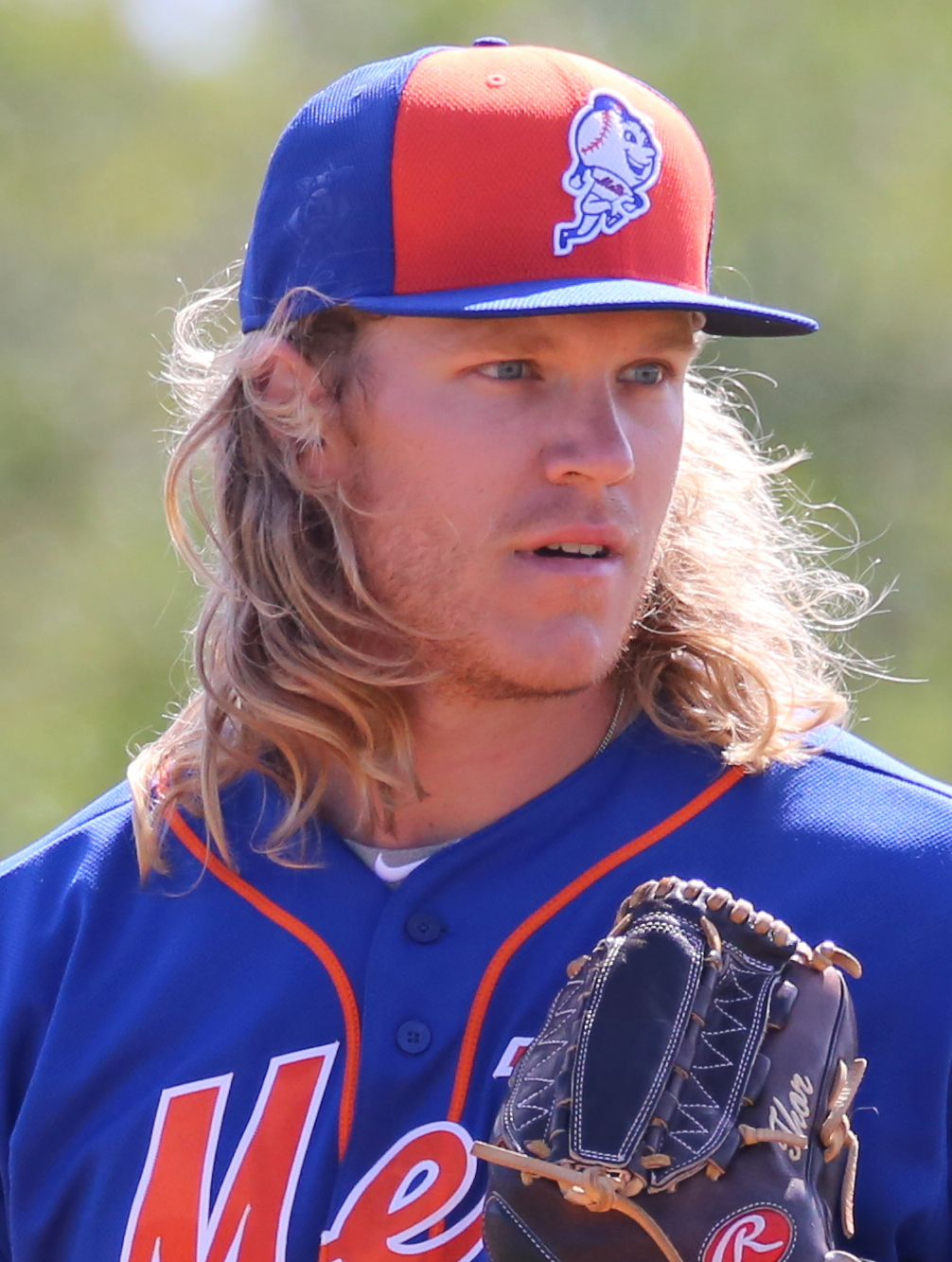
ニューヨーク・メッツ時代
（2016年2月28日）

2012年12月17日にR.A.ディッキー、ジョシュ・トーリー、マイク・ニッカースとのトレードで、トラビス・ダーノー、ジョン・バック、ウィルマー・ベセラと共にニューヨーク・メッツへ移籍した。
2013年は傘下のA+級セントルーシー・メッツで12試合に登板し、3勝3敗、防御率3.11だった。6月にAA級ビンガムトン・メッツへ昇格。AA級ビンガムトンでは11試合に登板し、6勝1敗、防御率3.00だった。また、同年のオールスター・フューチャーズゲームにも選出された。
2014年はAAA級ラスベガス・フィフティワンズで開幕を迎え、26試合に登板して9勝7敗、防御率4.60、145奪三振を記録した。
2015年もAAA級ラスベガスで開幕を迎え、5試合に登板して3勝0敗、防御率1.82の成績を残し、5月9日にメジャー初昇格を果たした。メジャー初登板の12日のシカゴ・カブス戦では5.1回を3失点で敗戦投手となった。5月27日のフィラデルフィア・フィリーズ戦では3打数3安打、1本塁打、4打点を記録している。最終的には先発ローテーションの一角に定着し、24試合に先発登板。安定感あるピッチングを披露し、9勝7敗、防御率3.24、150.0回で166奪三振（奪三振率10.0）という素晴らしい成績を残した。ポストシーズンでも、1試合のリリーフ登板を含む4試合に投げ、防御率3.32、2勝1敗という成績を記録。三振奪取能力の面でも、19.0回で26三振を奪い（率12.3）、チームのリーグ優勝・15年ぶりとなるワールドシリーズ進出に多大な貢献をした。
2016年5月11日のロサンゼルス・ドジャース戦で相手先発の前田健太から2本塁打。投手が1試合に2本塁打を放ったのは2007年のマイカ・オーウィングス以来。シーズン通算では初の2桁勝利となる14勝（9敗）、防御率2.60（リーグ3位）、218奪三振（同4位タイ）の好成績を挙げた。
サンフランシスコ・ジャイアンツとのワイルドカードゲームではマディソン・バンガーナーと投げ合い7回2被安打無失点と好投したが、味方の援護を得られず降板。チームはこの試合の9回に3番手として登板したジェウリス・ファミリアがコナー・ガレスピーに決勝点となる3点本塁打を打たれて敗退した。2016年10月22日放送の「おっはよー!アンクルグランパ」のシーズン4第12話「最強の野球監督?」に本人役で出演した(アダム・ジョーンズ、クリス・アーチャー、デヴィッド・プライス、ホセ・アルトゥーベも共演)。
2017年は自身初となる開幕投手を務めた。4月30日のナショナルズ戦で1.1回を投げて5失点と打ち込まれ、さらにこの試合で広背筋を痛めた可能性があるとして緊急降板。MRI検査の結果、右広背筋の部分断裂が認められ、故障者リスト入りとなった。当初はオールスターゲーム明けでの復帰が期待されていたが、復帰登板は9月23日にまでずれ込んだ。この試合で1回を投げ、無失点に抑えた。怪我によりシーズンの大半を棒に振り、シーズン成績は7先発で1勝2敗、防御率2.78だった。また、8月6日放送のドラマシリーズ「ゲーム・オブ・スローンズ」のシーズン7第4話「戦利品」にカメオ出演した。
2018年も開幕投手を務めた。右手人差し指の靭帯を負傷して、5月29日に故障者リスト入り。7月12日に復帰するも、同22日には手足口病により再び故障者リスト入りした。8月1日に復帰。9月2日のサンフランシスコ・ジャイアンツ戦では自身初の完投を記録。シーズン最終戦のマイアミ・マーリンズ戦でも完投勝利を挙げた。最終成績は25先発で13勝4敗、防御率3.03だったが、リーグ最多の32盗塁を許した。
2019年は3月・4月を1勝3敗、防御率6.35と苦しんだが、5月2日のシンシナティ・レッズ戦では完封の投球と唯一の点となるソロ本塁打を放つ打撃を見せて1-0で勝利した。この快挙は36年ぶりの記録で、プレイヤー・オブ・ザ・ウィークに選出された。8月の初週にも選出された。最終成績は32先発で10勝8敗、防御率4.28を記録。守備面のDRS-7はリーグワーストだった。
2020年3月24日にトミー・ジョン手術を受けることが発表された。5月にはニューヨークにあるアパートの家賃を滞納し家主に訴訟を起こされた。本人は新型コロナウイルスの流行により入居する予定が無くなったため家主に住居への2か月分（5万ドル以上）の家賃を払うことを提案したが、家主はこの案を蹴って契約不覆行で25万ドル（約2700万円）の損害賠償を請求する訴訟を起こしたという。この年の登板はなかった。
2021年9月29日のマーリンズ戦にて2年ぶりに復帰した。同年は2試合の登板に終わった。オフの11月3日にFAとなり、球団から1840万ドルのクオリファイング・オファーを提示された。

### エンゼルス時代
2021年11月16日にロサンゼルス・エンゼルスと2100万ドルの単年契約を結んだ
。

### フィリーズ時代
2022年8月2日にミッキー・モニアック、ジャディエル・サンチェスとのトレードで、フィラデルフィア・フィリーズへ移籍した。
オフの11月6日にFAとなった。

### ドジャース時代
2022年12月16日にロサンゼルス・ドジャースと1300万ドルの単年契約を結んだ。しかしドジャースでは12試合に先発し、1勝4敗で防御率7.16と振るわない成績に終わった。

### ガーディアンズ時代
2023年7月26日にアーメッド・ロザリオとのトレードで、金銭と共にクリーブランド・ガーディアンズへ移籍した。しかし移籍後も成績は好転せず、先発登板するも6回5失点の内容に終わった8月27日のトロント・ブルージェイズ戦の試合終了後にDFAとなり、3日後に自由契約となった。ガーディアンズでは6試合に先発して、1勝2敗で防御率5.40という内容であった。
2024年は年間を通じてどのチームにも所属しなかった。

### ホワイトソックス傘下時代
2025年も引き続き無所属で過ごしていたが、6月24日にシカゴ・ホワイトソックスとマイナー契約を結んだ。

## 選手としての特徴
長身からオーバースローで投げ下ろす、平均97-98mph（約156-158km/h）・最速102.1mph（約164.3km/h）の速球（フォーシーム・シンカー）を操るなど、先発投手であるにもかかわらずMLB全体でもトップクラスの球速を誇る。また、キャリア通算の与四球率が2.00であるなど制球も悪くない。変化球では縦に割れる平均81mph（約130km/h）のカーブが一級品で、平均89mph（約143km/h）のチェンジアップも投げ分ける。2016年から平均90-91mph（約145-146km/h）のスライダーを加え、代わりにカーブの割合が減少した。

## 人物
ウエイトトレーニングを趣味としており、スクワットで206kg、デッドリフトで232kgを上げることができる。
隆々とした筋肉と長い金髪の風貌から、アメリカン・コミックのスーパーヒーローである「ソー（Thor）」と呼ばれている。
母親は飼っているオーストラリアン・シェパードに「Thor」と名付けている。この母がシェーグレン症候群を患っていることもあり、シェーグレン症候群財団のためにグローブをオークションに掛けたこともある。

## 詳細情報

### 年度別投手成績
| 年 度    | 球 団    | 登 板 | 先 発 | 完 投 | 完 封 | 無 四 球 | 勝 利 | 敗 戦 | セ 丨 ブ | ホ 丨 ル ド | 勝 率 | 打 者 | 投 球 回 | 被 安 打 | 被 本 塁 打 | 与 四 球 | 敬 遠 | 与 死 球 | 奪 三 振 | 暴 投 | ボ 丨 ク | 失 点 | 自 責 点 | 防 御 率 | W H I P |
| -------- | -------- | ----- | ----- | ----- | ----- | -------- | ----- | ----- | -------- | ----------- | ----- | ----- | -------- | -------- | ----------- | -------- | ----- | -------- | -------- | ----- | -------- | ----- | -------- | -------- | ------- |
| 2015     | NYM      | 24    | 24    | 0     | 0     | 0        | 9     | 7     | 0        | 0           | .563  | 603   | 150.0    | 126      | 19          | 31       | 2     | 3        | 166      | 6     | 0        | 60    | 54       | 3.24     | 1.05    |
| 2016     | NYM      | 31    | 30    | 0     | 0     | 0        | 14    | 9     | 0        | 1           | .609  | 744   | 183.2    | 168      | 11          | 43       | 2     | 2        | 218      | 10    | 1        | 61    | 53       | 2.60     | 1.15    |
| 2017     | NYM      | 7     | 7     | 0     | 0     | 0        | 1     | 2     | 0        | 0           | .333  | 124   | 30.1     | 29       | 0           | 3        | 1     | 1        | 34       | 3     | 0        | 14    | 10       | 2.97     | 1.05    |
| 2018     | NYM      | 25    | 25    | 2     | 1     | 1        | 13    | 4     | 0        | 0           | .765  | 644   | 154.1    | 148      | 9           | 39       | 2     | 7        | 155      | 2     | 0        | 55    | 52       | 3.03     | 1.21    |
| 2019     | NYM      | 32    | 32    | 1     | 1     | 0        | 10    | 8     | 0        | 0           | .556  | 825   | 197.2    | 194      | 24          | 50       | 2     | 6        | 202      | 4     | 0        | 101   | 94       | 4.28     | 1.23    |
| 2021     | NYM      | 2     | 2     | 0     | 0     | 0        | 0     | 1     | 0        | 0           | .000  | 8     | 2.0      | 3        | 1           | 0        | 0     | 0        | 2        | 0     | 0        | 2     | 2        | 9.00     | 1.50    |
| 2022     | LAA      | 15    | 15    | 0     | 0     | 0        | 5     | 8     | 0        | 0           | .385  | 338   | 80.0     | 75       | 9           | 22       | 0     | 4        | 64       | 0     | 0        | 36    | 34       | 3.83     | 1.21    |
| 2022     | PHI      | 10    | 9     | 1     | 0     | 0        | 5     | 2     | 0        | 0           | .714  | 227   | 54.2     | 63       | 5           | 9        | 0     | 0        | 31       | 1     | 0        | 26    | 25       | 4.12     | 1.32    |
| '22計    | PHI      | 25    | 24    | 1     | 0     | 0        | 10    | 10    | 0        | 0           | .500  | 565   | 134.2    | 138      | 14          | 31       | 0     | 4        | 95       | 1     | 0        | 62    | 59       | 3.94     | 1.26    |
| 2023     | LAD      | 12    | 12    | 0     | 0     | 0        | 1     | 4     | 0        | 0           | .200  | 246   | 55.1     | 71       | 12          | 9        | 0     | 6        | 38       | 0     | 0        | 44    | 44       | 7.16     | 1.44    |
| 2023     | CLE      | 6     | 6     | 0     | 0     | 0        | 1     | 2     | 0        | 0           | .333  | 145   | 33.1     | 33       | 10          | 10       | 0     | 4        | 18       | 0     | 0        | 21    | 20       | 5.40     | 1.29    |
| '23計    | CLE      | 18    | 18    | 0     | 0     | 0        | 2     | 6     | 0        | 0           | .250  | 391   | 88.2     | 104      | 22          | 19       | 0     | 10       | 56       | 0     | 0        | 65    | 64       | 6.50     | 1.39    |
| MLB：8年 | MLB：8年 | 164   | 162   | 4     | 2     | 1        | 59    | 47    | 0        | 1           | .557  | 3904  | 941.1    | 910      | 100         | 216      | 9     | 33       | 928      | 26    | 1        | 420   | 388      | 3.71     | 1.20    |

- 2024年度シーズン終了時
- 各年度の太字はリーグ最高

### ポストシーズン投手成績
| 年 度     | 球 団     | シ リ ｜ ズ | 登 板 | 先 発 | 勝 利 | 敗 戦 | セ ｜ ブ | 打 者 | 投 球 回 | 被 安 打 | 被 本 塁 打 | 与 四 球 | 敬 遠 | 与 死 球 | 奪 三 振 | 暴 投 | ボ ｜ ク | 失 点 | 自 責 点 | 防 御 率 |
| --------- | --------- | ----------- | ----- | ----- | ----- | ----- | -------- | ----- | -------- | -------- | ----------- | -------- | ----- | -------- | -------- | ----- | -------- | ----- | -------- | -------- |
| 2015      | NYM       | NLDS        | 2     | 1     | 0     | 1     | 0        | 31    | 7.1      | 5        | 0           | 5        | 1     | 0        | 11       | 0     | 0        | 3     | 3        | 3.68     |
| 2015      | NYM       | NLCS        | 1     | 1     | 1     | 0     | 0        | 21    | 5.2      | 3        | 0           | 1        | 0     | 0        | 9        | 1     | 0        | 1     | 1        | 1.59     |
| 2015      | NYM       | WS          | 1     | 1     | 1     | 0     | 0        | 26    | 6.0      | 7        | 0           | 2        | 0     | 0        | 6        | 0     | 0        | 3     | 3        | 4.50     |
| 2016      | NYM       | NLWC        | 1     | 1     | 0     | 0     | 0        | 25    | 7.0      | 2        | 0           | 3        | 0     | 0        | 10       | 0     | 0        | 0     | 0        | 0.00     |
| 2022      | PHI       | NLDS        | 2     | 1     | 0     | 0     | 0        | 14    | 4.0      | 1        | 1           | 1        | 0     | 0        | 4        | 0     | 0        | 1     | 1        | 2.25     |
| 2022      | PHI       | NLCS        | 1     | 0     | 0     | 0     | 0        | 6     | 1.1      | 2        | 0           | 0        | 0     | 0        | 0        | 0     | 0        | 0     | 0        | 0.00     |
| 2022      | PHI       | WS          | 1     | 1     | 0     | 1     | 0        | 11    | 3.0      | 3        | 1           | 0        | 0     | 0        | 4        | 0     | 0        | 2     | 2        | 6.00     |
| 出場：3回 | 出場：3回 | 出場：3回   | 9     | 6     | 2     | 2     | 0        | 134   | 34.1     | 23       | 2           | 12       | 1     | 0        | 44       | 1     | 0        | 10    | 10       | 2.62     |

- 2024年度シーズン終了時

### 年度別守備成績
| 年 度 | 球 団 | 投手（P） | 投手（P） | 投手（P） | 投手（P） | 投手（P） | 投手（P） |
| 年 度 | 球 団 | 試 合     | 刺 殺     | 補 殺     | 失 策     | 併 殺     | 守 備 率  |
| ----- | ----- | --------- | --------- | --------- | --------- | --------- | --------- |
| 2015  | NYM   | 24        | 8         | 11        | 2         | 0         | .905      |
| 2016  | NYM   | 31        | 11        | 21        | 4         | 0         | .889      |
| 2017  | NYM   | 7         | 1         | 5         | 0         | 0         | 1.000     |
| 2018  | NYM   | 25        | 7         | 25        | 2         | 0         | .941      |
| 2019  | NYM   | 32        | 14        | 21        | 4         | 4         | .897      |
| 2021  | NYM   | 2         | 0         | 0         | 0         | 0         | ----      |
| 2022  | LAA   | 15        | 3         | 5         | 1         | 1         | .889      |
| 2022  | PHI   | 10        | 4         | 6         | 1         | 1         | .909      |
| '22計 | PHI   | 25        | 7         | 11        | 2         | 2         | .900      |
| 2023  | LAD   | 12        | 7         | 5         | 0         | 1         | 1.000     |
| 2023  | CLE   | 6         | 1         | 2         | 0         | 0         | 1.000     |
| '23計 | CLE   | 18        | 8         | 7         | 0         | 1         | 1.000     |
| MLB   | MLB   | 164       | 56        | 101       | 14        | 7         | .918      |

- 2023年度シーズン終了時
- 各年度の太字はリーグ最高

### 表彰
- プレイヤー・オブ・ザ・ウィーク：4回（2015年8月3日、2016年5月22日、2019年5月5日・8月4日）

### 記録
- Topps ルーキーオールスターチーム（英語版）（右投手部門：2015年）
- MLBオールスターゲーム選出：1回（2016年）

### 背番号
- 34（2015年 - 2022年途中、2023年途中 - 同年8月27日）
- 43（2022年途中 - 2023年途中）